# Dendronephthya ramulosa
Dendronephthya ramulosa är en korallart som beskrevs av Gray 1862. Dendronephthya ramulosa ingår i släktet Dendronephthya och familjen Nephtheidae. Inga underarter finns listade i Catalogue of Life.